# Венцендорф
Венцендорф (њем. Wenzendorf) општина је у њемачкој савезној држави Доња Саксонија. Једно је од 42 општинска средишта округа Харбург. Према процјени из 2010. у општини је живјело 1.345 становника. Посједује регионалну шифру (AGS) 3353039.

## Географски и демографски подаци
Венцендорф се налази у савезној држави Доња Саксонија у округу Харбург. Општина се налази на надморској висини од 64 метра. Површина општине износи 21,5 km². У самом мјесту је, према процјени из 2010. године, живјело 1.345 становника. Просјечна густина становништва износи 63 становника/km².